# تیم ملی والیبال زنان هند
تیم ملی والیبال زنان هند، تیمی است که از زنان والیبالیست کشور هند تشکیل شده و به عنوان نماینده این کشور در رقابت‌های بین‌المللی حاضر می‌شود.

## نتایج

### مسابقات والیبال آسیایی
- ۱۹۷۱ – ۷ام
- ۱۹۹۱ – ۱۴ام
- ۲۰۰۵ – ۱۱ام
- ۲۰۰۹ – ۱۱ام